# Wright, Minnesota
Wright là một thành phố thuộc quận Carlton, tiểu bang Minnesota, Hoa Kỳ. Năm 2010, dân số của thành phố này là 127 người.

## Dân số
- Dân số năm 2000: 93 người.
- Dân số năm 2010: 127 người.